# Джиммі Вейлз
Джи́ммі До́нал «Джи́мбо» Вейлз (англ. Jimmy Donal «Jimbo» Wales; нар. 7 серпня 1966, Гантсвілл, штат Алабама) — інтернет-підприємець, ідеолог концепції вікі, засновник Вікіпедії.

## Ранні роки
Вейлз народився в Гантсвіллі, штат Алабама, незадовго до опівночі 7 серпня 1966 року. Однак у його свідоцтві про народження зазначено 8 серпня. Його батько, Джиммі, працював менеджером у продуктовому магазині, мати Доріс Енн та його бабця Ерма були співвласниками Будинку навчання, невеличкої приватної школи, де Вейлз та його брат здобули початкову освіту.
Після восьмого класу перейшов до Randolph School, школи доуніверситетської підготовки, яку закінчив у 16 років. Далі вчився в Університеті міста Оберн, здобув ступінь бакалавра з фінансів у 1986. Здобувати PhD перейшов до Університету штату Алабама та паралельно Індіанського університету. Проте докторську дисертацію він так і не написав.

## Кар'єра

### Chicago Options Associates та Bomis
У 1994 році Вейлз почав працювати в Chicago Options Associates - фірмі, що торгувала цінними паперами. Він казав про себе, що був залежним від Інтернету в перші ж роки його появи та на дозвіллі писав програмні коди.
Вже за рік Джиммі кинув роботу торговця на біржі та вирішив заробляти у сфері Інтернету. У 1996 році він з партнерами заснував вебпортал Bomis, що створював і зберігав веб кільця за популярними пошуковими запитами.

### Нупедія та започаткування Вікіпедії
15 січня 2001 року Вейлз і Сенгер створили Вікіпедію. Спочатку сайт був призначений для попередньої розробки матеріалів, які потім були б розміщені в Нупедії. Але бурхливий ріст Вікіпедії незабаром зробив її головним проєктом. Загалом на ранніх етапах Вікіпедію розробляв Сенгер, а Вейлз надавав капітал. Вейлз вважає себе єдиним засновником Вікіпедії, оскільки формально найняв Сенгера на роботу, хоча останній продовжує називати себе «співзасновником». Незабаром Ларрі Сенгер покинув проєкт і розкритикував Вейлза, зобразивши його людиною, що ненавидить еліту й усе елітарне (англ. «decidedly anti-elitist»). Заяву Сенгера про відставку дотепер можна спостерігати на його сторінці користувача в англійській Вікіпедії.

### Фонд Вікімедіа
У середині 2003 року Джиммі Вейлз створив Фонд Вікімедіа, некомерційну організацію зі штаб-квартирою в Тампі, штат Флорида. Метою фонду стала підтримка Вікіпедії та її братніх проєктів. З того часу Вейлз, що є президентом і членом ради директорів Фонду, активно займається їхнім просуванням.
У 2004 році з'явилися чутки про те, що Вейлз сказав, що витратив 500 000 доларів США на вікі-проєкти. Розгорнута кампанія щодо збору коштів на підтримку вікі-проєктів виявилася досить успішною. До початку 2005 року Фонд Вікімедія вже повністю втримувався грантами й пожертвуваннями.
Вейлза іноді називають «великодушним диктатором» Вікіпедії, хоча він відмовляється від цього титулу й рідко дає вказівки спільноті Вікіпедії. Попри створення Фонду Вікімедіа, Вейлз зберігає абсолютну владу над проєктом. На додаток до власної персони, він призначив у раду директорів двох бізнес-партнерів, що не є редакторами Вікіпедії (а ще два члени є редакторами). Таким чином, у раді з п'яти чоловік Джиммі Вейлз зі своїми партнерами завжди зберігає панівну більшість. Він запевняє, що якщо двоє членів-редакторів Вікіпедії проголосують за щось, він віддасть свій голос на їх користь.

### Wikia та інші проєкти
У 2004 році разом з Анжелою Бізлі заснував комерційний проєкт Wikia, що надає хостинг різноманітним сайтам, що використовують технологію wiki.
У квітні 2017 року запустив проєкт Вікітрибуна (англ. Wikitribune) з метою боротися з неправдивою інформацією в новинах (англ. fake news).
Наприкінці 2019 року стартувала соціальна мережа WT: Social.
Вейлз заснував «Фонд Джиммі Вейлза за свободу висловлювань» (англ. The Jimmy Wales Foundation for Freedom of Expression) у Британії, щоб боротися з порушеннями прав людини у свободі висловлювань. Вейлз заснував благодійний фонд після того, як отримав приз від лідера Дубаї, який, на його думку, він не міг прийняти через сувору цензуру там, але стверджував, що не може віддати нагороду назад. Станом на 2016, директором фонду є Оріт Копель.

## Візити в Україну

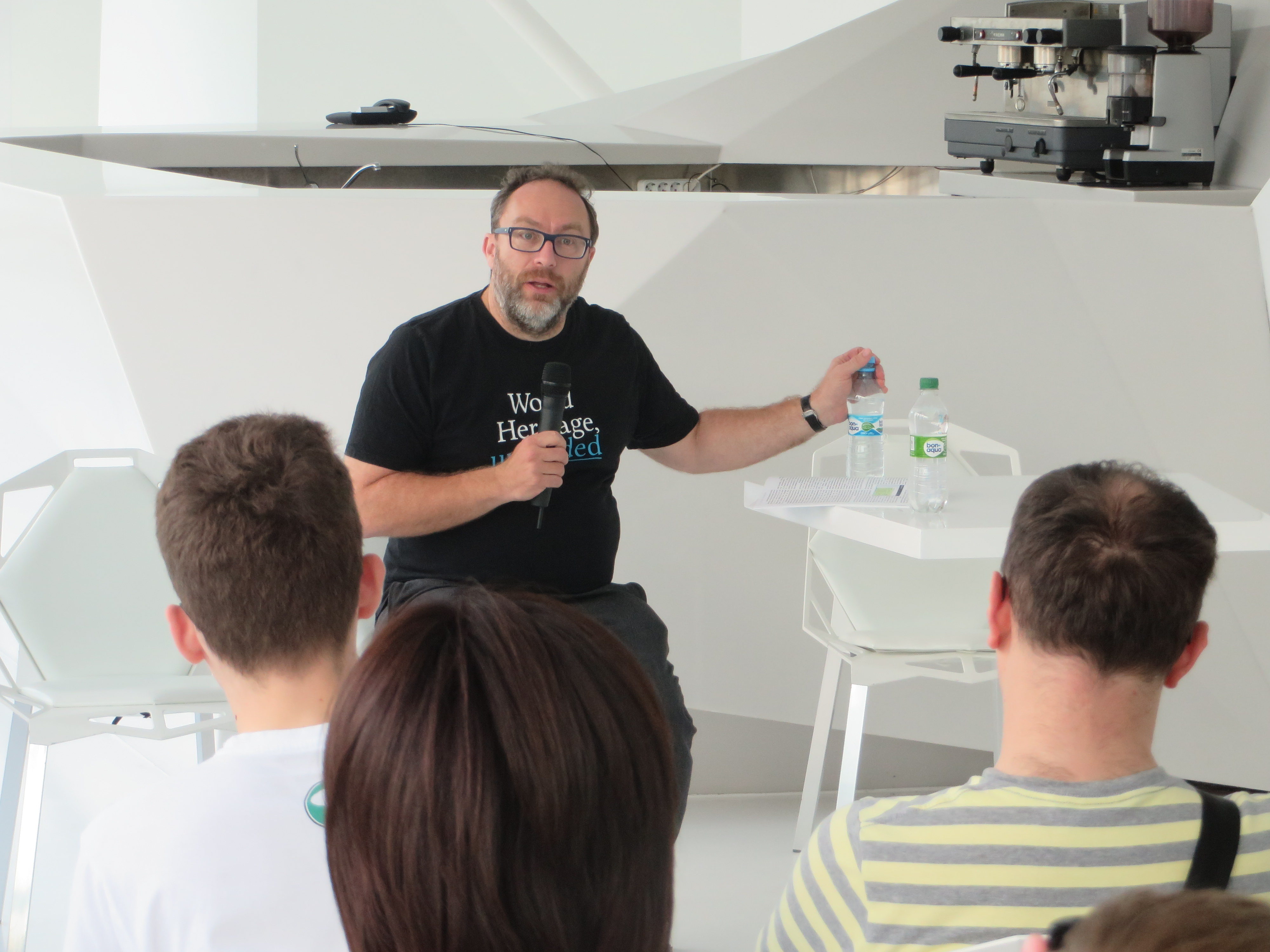
Джиммі Вейлз у Києві 11 вересня 2014 року на зустрічі із вікіпедистами України

У 2012 році Джиммі Вейлз відвідав Україну в межах програми Фонду Віктора Пінчука Завтра.UA. Джиммі Вейлз виступив у Київському національному університеті імені Тараса Шевченка з доповіддю «Як Інтернет змінює майбутнє».
10 серпня 2014 у Лондоні на церемонії закриття щорічної конференції «Вікіманія» Джиммі Вейлз оголосив Ігоря Костенка вікіпедистом року. 13 вересня 2014 Джиммі Вейлз вручив цю нагороду рідним Ігоря Костенка в Києві на міжнародній щорічній конференції YES. Також 12 вересня відбулася зустріч із вікіпедистами України в PinchukArtCentre.
13 жовтня 2018 року виступав у Києві на форумі Olerom Forum One, присвяченому розвитку технологій, на якому розмірковував про індустрію новин, реклами та потребу у нових медіа.

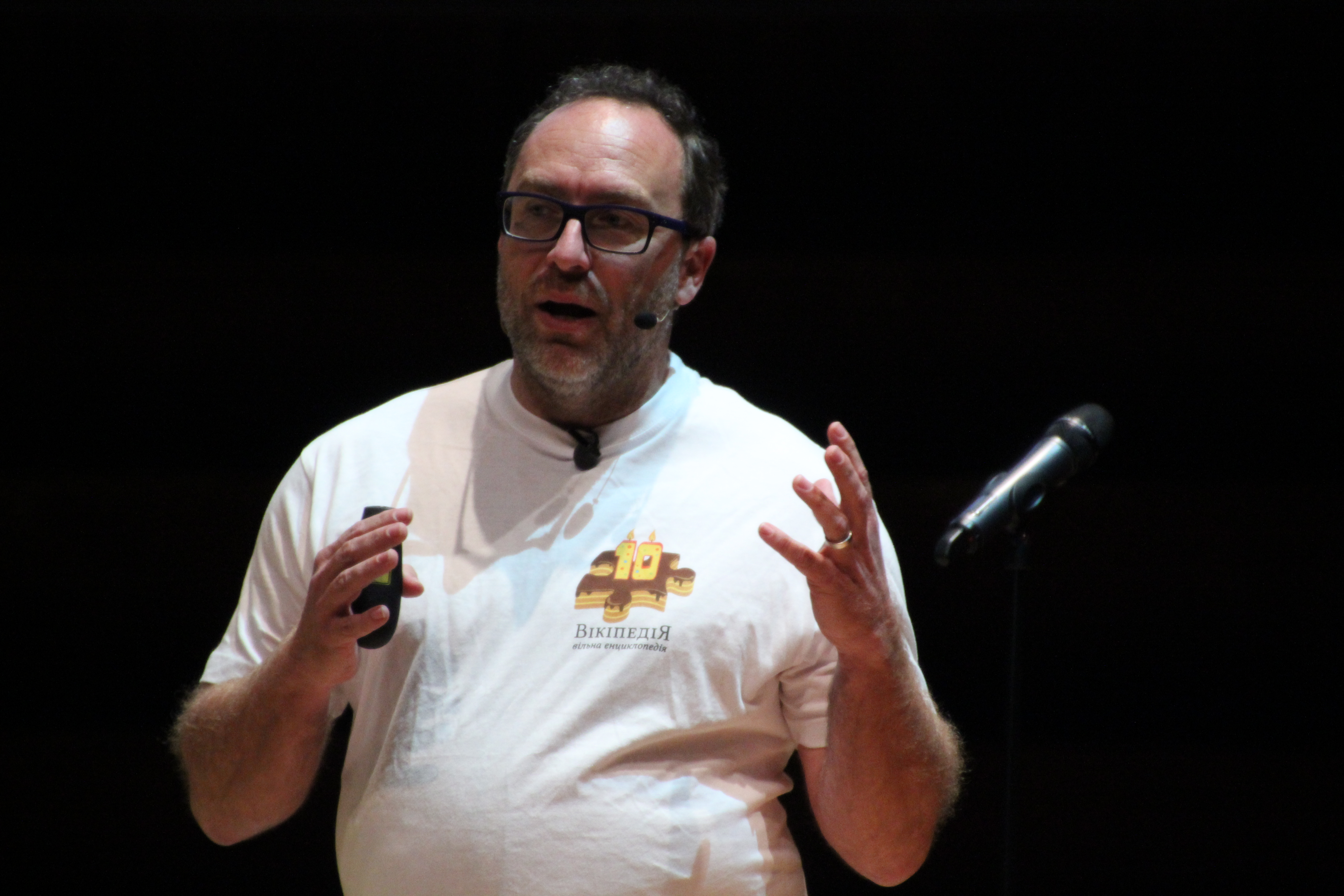
Джиммі Вейлз у футболці з логотипом десятиріччя української Вікіпедії на Вікіманії в Лондоні

## Родина
Джиммі Вейлз був одружений тричі. У віці двадцяти років він одружився з Памелою Грін (Pamela Green). Вони розлучилися 1993 року. Він познайомився зі своєю другою дружиною, Крістін Роан, коли вона працювала торговим представником компанії Mitsubishi. Вони одружилися у березні 1997 року в графстві Монро, Флорида. З другою дружиною він також розлучився, від цього шлюбу в нього залишилася дочка.
З 2011 року живе у Великій Британії з Кейт Гарві (яка обіймала посаду секретаря-референта прем'єр-міністра Тоні Блера). Вейлз і Гарві одружилися 6 жовтня 2012 року в Лондоні. У них є спільна дочка.
Вейлз є атеїстом. Він заявив, що це його особиста філософія, яка міцно вкоренилася в його розумі, і він є абсолютно небоговірною людиною.

## Звання та нагороди

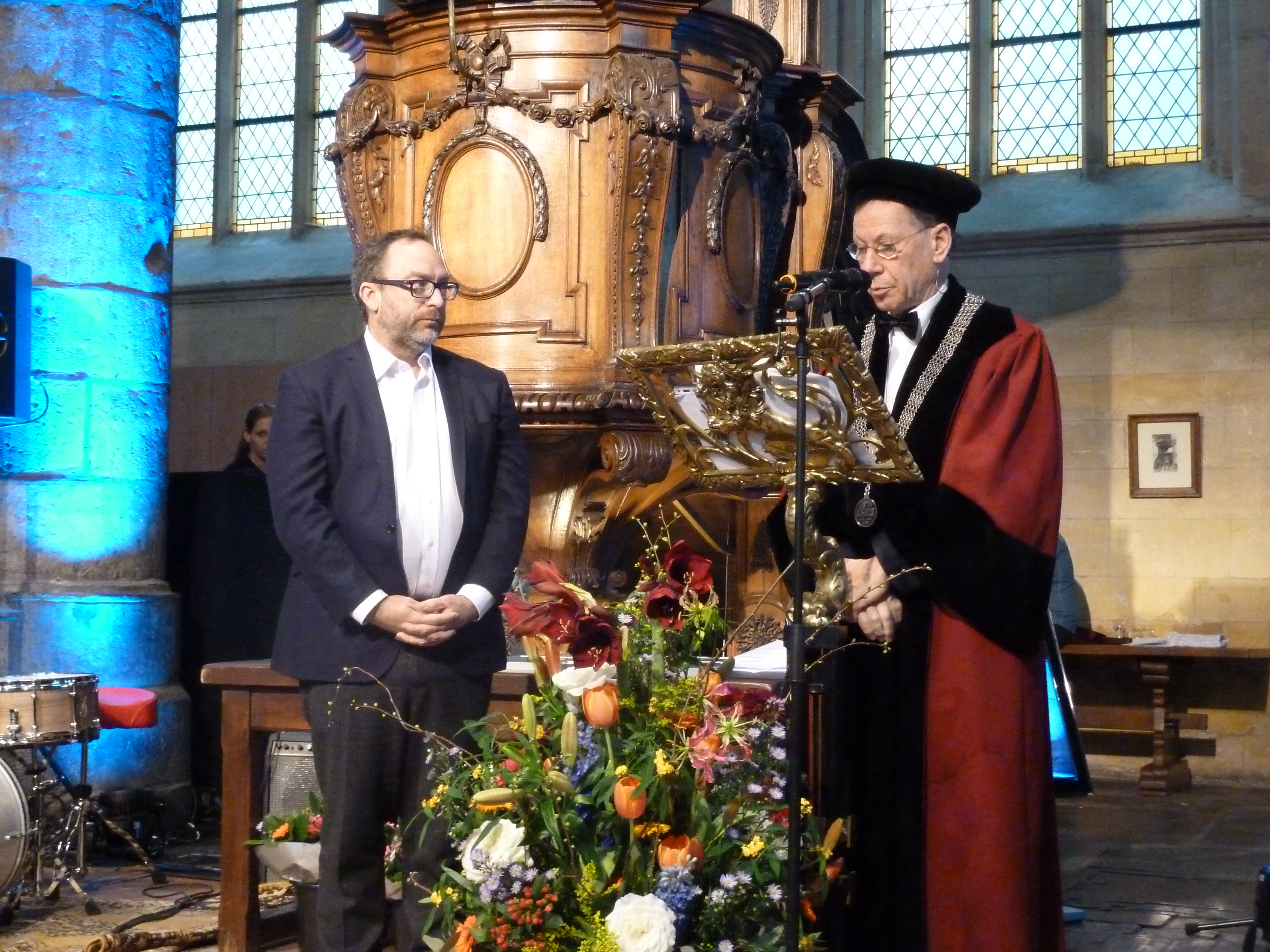
Вейлз у Маастрихтському університеті, 2015 рік

- У 2006 році ім'я Вейлза був у розділі «Науковці та експерти» у списку TIME 100[26] та дванадцятим номером у списку «25 веб селебріті» від Forbes[27]
- Виступив з лекцією для Фонду Stuart Regen Visionary у New Museum який «відзначав осіб, які зробили значимий вклад у мистецтво та культуру, а також активно формують краще майбутнє»[28]. Був оголошений одним з «Молодих міжнародних лідерів» на Всесвітньому економічному форумі у 2007 році[29].
- У 2008 році отримав нагороду Global Brand Icon of the Year[30] та нагороду німецьку Quadriga за просвітницьку діяльність.
- 2009 рік — отримав щорічну нагороду від Nokia Foundation[31], а також Business Process Award на сьомій церемонії Innovation Awards and Summit від видання The Economist.[32]
- У 2011 році отримав Pioneer Award[33], Gottlieb Duttweiler Prize та Leonardo European Corporate Learning Award[34], Monaco Media Prize[35]. Почесні ступені отримав від коледжів Нокс[36], Амгерста[37], Університету Стивенсон[38], аргентинського університету Universidad Empresarial Siglo 21[39].
- 5 грудня 2013 року, у Копенгагені, Вейлза було нагороджено медаллю Нільса Бора від ЮНЕСКО. У своєму виступі під назвою «Вікіпедія, демократія та інтернет» він наголосив на необхідності розширити Вікіпедію, створивши інші мовні версії. Того ж року його було включено до Зали слави Інтернету.[40]
- У лютому 2014 року The Daily Telegraph включив Вейлза у список «25 суперзірок вебпростору».[41] 17 травня 2014 року Вейлз отримав ступінь почесного доктора від факультету комунікацій Університету італійської Швейцарії у Лугано.[42] 25 червня 2014 року Вейлз отримав почесну відзнаку від нобелівського лауреата Мухаммада Юнуса в університеті Glasgow Caledonian University у Шотландії.[43] 10 липня 2014 року Вейлз отримав нагороду від британського Tech4Good Awards за заснування Вікіпедії. У грудні 2014 року Вейлз розділив інавгураційний мільйон доларів з Тім Бернерс-Лі як нагороду від Mohammed bin Rashid Knowledge Award.[44]
- У січні 2015 року Маастріхтський університет вручив Вейлзу почесний докторат.[45] У квітні 2015 року отримав Common Wealth Award of Distinguished Service.[46]
- 2 лютого 2016 року отримав ступінь почесного доктора від Католицького університету Лувана.[47][48]
- У листопаді 2017 року нагороджений Президентською медаллю від Британської академії за «сприяння розповсюдженню інформації через створення та розвиток Вікіпедії».[49]

## Публікації
- Роберт Брукс, Джон Корсон та Дж. Донал Вейлз, «The Pricing of Index Options When the Underlying Assets All Follow a Lognormal Diffusion» (1994, журнал «Advances in Futures and Options Research»)[50].
- Джиммі Вейлз, Андреа Векері, «Throwing Sheep in the Boardroom: How Online Social Networking Will Transform Your Life, Work and World», (2008)[51].
- Джиммі Вейлз, Андреа Векері, «Commentary: Create a tech-friendly U.S. government», 2009[52].
- Джиммі Вейлз, Андреа Векері,«33 Million People in the Room: How to Create, Influence, and Run a Successful Business with Social Networking», 2009[53].
- Джиммі Вейлз, Андреа Векері, «Marketing to the Social Web: How Digital Customer Communities Build Your Business», 2009[54].
- Джиммі Вейлз, Андреа Векері, «Most Define User-Generated Content Too Narrowly», 2009[55].
- Джиммі Вейлз, Андреа Векері, «Keep a Civil Cybertongue», 2009[56].